# 阿不都拉·卡日阿吉
阿不都拉·卡日阿吉（維吾爾語：عبد الله قارى ھاجى‎，1969年12月—），原名阿不都拉·达吾提（維吾爾語：عبد الله داۋۇت‎），维吾尔族，中国新疆喀什地区莎车县人，东突恐怖分子。

## 生平
1995年，阿不都拉·卡日阿吉迁入阿富汗并参加暴力恐怖训练，后加入东突厥斯坦伊斯兰运动并任副主席。1998年，开始策划招募培训恐怖分子。2003年12月，被中国公安部和国际刑警组织通缉。